# Tokugawa Ieharu
En aquest nom japonès, el cognom és Tokugawa.
Tokugawa Ieharu (徳川家治) (20 de juny de 1737 – 17 de setembre de 1786) fou el desè shōgun del shogunat Tokugawa del Japó. Va regnar entre 1760 i el 1786. Fou fill del shogun Tokugawa Ieshige.
El 1782 es va enfrontar amb la Fam de Tenme, el 1784 es va desencadenar un escàndol entre els membres del shogunat després l'assassinat del fill del conseller en cap (wakadoshiyori) del shogun en el Castell Edo. Després el succés, es van fer reformes al shogunat.
Fou enterrat a la ciutat d'Edo.